# Bavel-komplekset
Bavel-komplekset er en geokronologisk tidsperiode mellem Menap-istiden og Cromer-mellemistiden (der også kaldes Cromer-komplekset). Bavel-komplekset omtales nogen gange som Bavel-mellemistiden. Bavel varede fra 1,030 mio. år til 850.000 år siden.

Bavel bestod af 2 istider og 2 mellemistider. Der er ikke mange spor fra Bavel i Danmark, men fra området syd for Danmark kendes fra mellemistiderne bl.a. Eg, Elm, Lind og Avnbøg hvilket antyder at klimaet i mellemistiderne kan have været lidt mildere end i dag.
For pattedyrene synes Bavel at være et vigtigt vendepunkt i Kvartær. Små pattedyr udvandrede fra Eurasien og bredte sig til Vesteuropa.